# Pals (Spanje)
Pals is een gemeente in de Spaanse provincie Girona in de regio Catalonië met een oppervlakte van 26 km². Pals telt 2.423 inwoners (1 januari 2016).
Zoals wel meer stadjes in die streek, is Pals op een heuvel gebouwd. Het middeleeuwse centrum is goed bewaard gebleven en daardoor een trekpleister voor toeristen. In de oude huisjes bevinden zich diverse - authentieke maar ook modernere - keramiekwinkels.
Het oude centrum ligt in de heuvels op enkele minuten van de kust, maar Pals strekt zich uit tot aan de zee. Het heeft een van de grootste stranden in de regio, genaamd 'Platja de Pals' halverwege de baai tussen l'Estartit en Begur.
Tijdens de kerstperiode wordt er in het middeleeuwse centrum van Pals "El Pessebre Vivent" georganiseerd: de lokale bevolking beeldt het Oude Testament uit.
In de regio Pals wordt op ongeveer 900 hectare rijst verbouwd. Er is een lokaal bedrijf dat rijst exporteert.

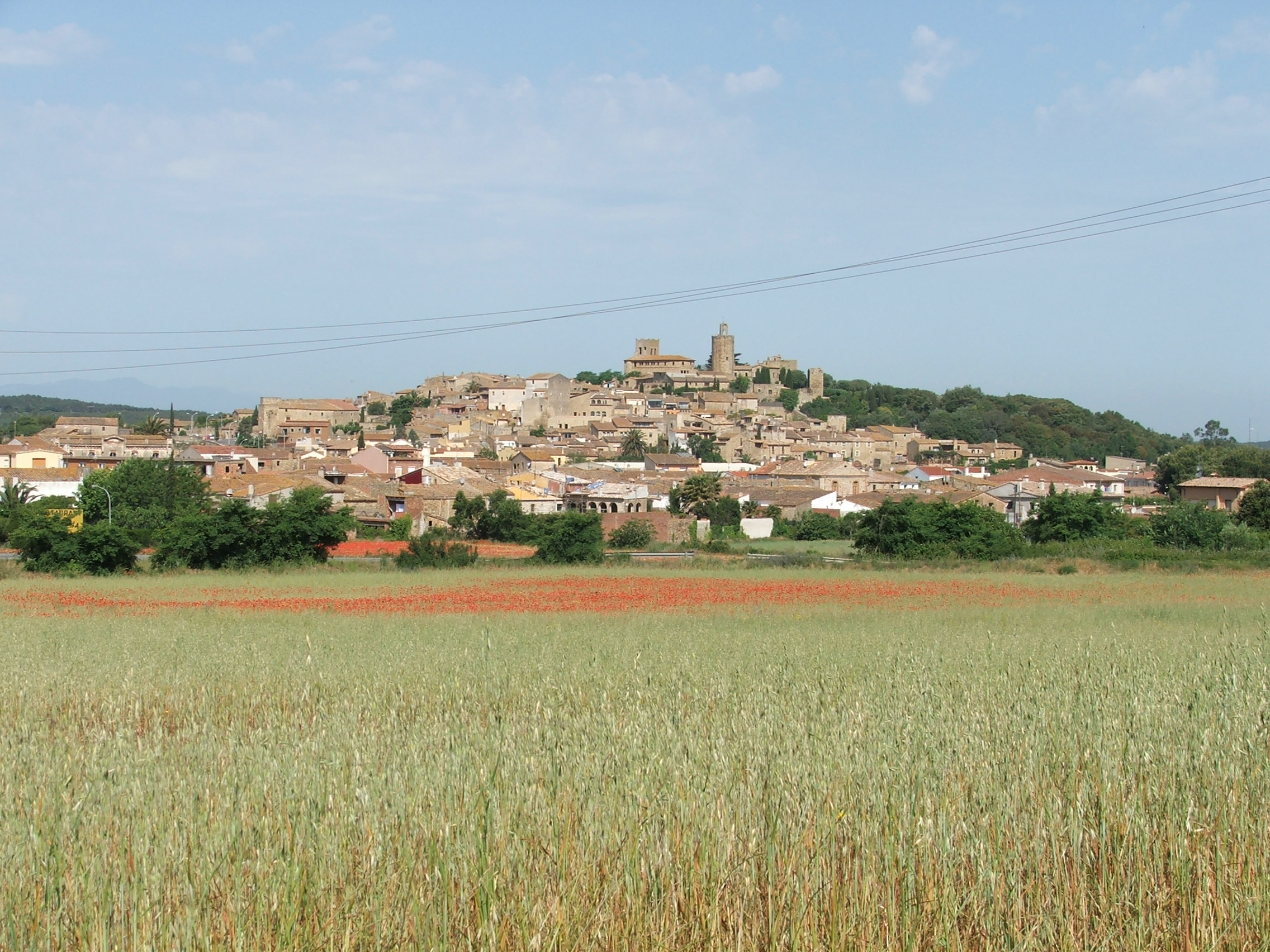
Pals

## Demografische ontwikkeling
Bron: INE, 1857-2011: volkstellingen